# Peter Flaschel
Peter Flaschel (* 1943 in Zittau; † 5. Oktober 2021 in Bielefeld) war ein deutscher Wirtschaftswissenschaftler und Hochschullehrer.

## Leben
Nach dem Studium der Mathematik, der Promotion zum Dr. rer. nat. bei Wilhelm Klingenberg und Friedrich Hirzebruch an der Universität Bonn und der Habilitation 1980 in Volkswirtschaftslehre an der FU Berlin war er Professor für Volkswirtschaftslehre/Wirtschaftstheorie an der FU Berlin (1981–1985) und der Universität Bielefeld (seit 1985).
Mit Carl Chiarella gilt er als Hauptvertreter der "Bielefelder Schule".
Seine wissenschaftlichen Arbeiten verfolgten vornehmlich die Weiterentwicklung des Keynesianismus zu einem „Gereiften Keynesianismus“, der sowohl spätere Entwicklungen (insbesondere die Phillips-Kurve) aufnahm, als auch den Keynesianischen Ansatz konsistent ausdehnte auf die Modellierung und Analyse der mittleren Frist (insbesondere Inflation) und der langen Frist (insbesondere Wachstum und Konjunkturzyklen). Dabei entstanden umfangreiche und hochdimensionale Modellierungen des modernen kapitalistischen Wirtschaftssystems, auch mit dem Blick darauf, wie dies sozial nachhaltig geschehen kann. Er analysierte dabei auch kritisch konkurrierende Ansätze (Neoklassik, Monetarismus, rationale Erwartung, Neuklassik, Real Business Cycle).
In den letzten Jahren arbeitete er auch intensiv an der Synthese wichtiger Ideen von John M. Keynes, Karl Marx und Joseph Schumpeter zu einem MKS-System, das für ihn den modernen marktwirtschaftlichen Kapitalismus in einem weniger komplexen Modell protoytpisch darstellt. Er baute dabei auf Arbeiten und Modellen Richard Goodwin auf. 
Neben anderen Ehrungen wurde ihm 2021 der Friede-Gard-Preis für Nachhaltige Ökonomik (mit Hermann Haken als zweitem Preisträger) zuerkannt.

## Schriften (Auswahl)
- Marx, Sraffa und Leontief. Kritik und Ansätze zu ihrer Synthese. Frankfurt am Main 1983, ISBN 3-8204-7917-1.
- Fixkapital und Profitabilität. Gesamt- und einzelwirtschaftliche Aspekte. Frankfurt am Main 1995, ISBN 3-631-43276-3.
- (mit Reiner Franke und Willi Semmler) Dynamic Macroeconomics - Instability, Fluctuation, and Growth in Monetary Economies. Cambridge/Mass. (MIT-Press) 1997
- (mit Carl Chiarella) The Dynamics of Keynesian Monetary Growth - Macrofoundations. Cambridge (UK) (Cambridge University Press) 2000
- The Macrodynamics of Capitalism. Elements for a synthesis of Marx, Keynes and Schumpeter. Berlin 2009, ISBN 978-3-540-87931-2.
- Topics in Classical Micro- and Macroeconomics. Elements of a critique of neoricardian theory. Berlin 2010, ISBN 978-3-642-00323-3.
- (mit Gangolf Groh, Hans-Martin Krolzig und Christian Proaño) Keynesianische Makroökonomik - Zins, Beschäftigung, Inflation und Wachstum. Berlin (Springer) 3.A.2012
- (mit Sigrid Luchtenberg) Roads to Social Capitalism - Theory, vidence, and Policy. Cheltenham (Edward Elgar) 2012